# Couvent Sainte-Rose-de-Viterbe

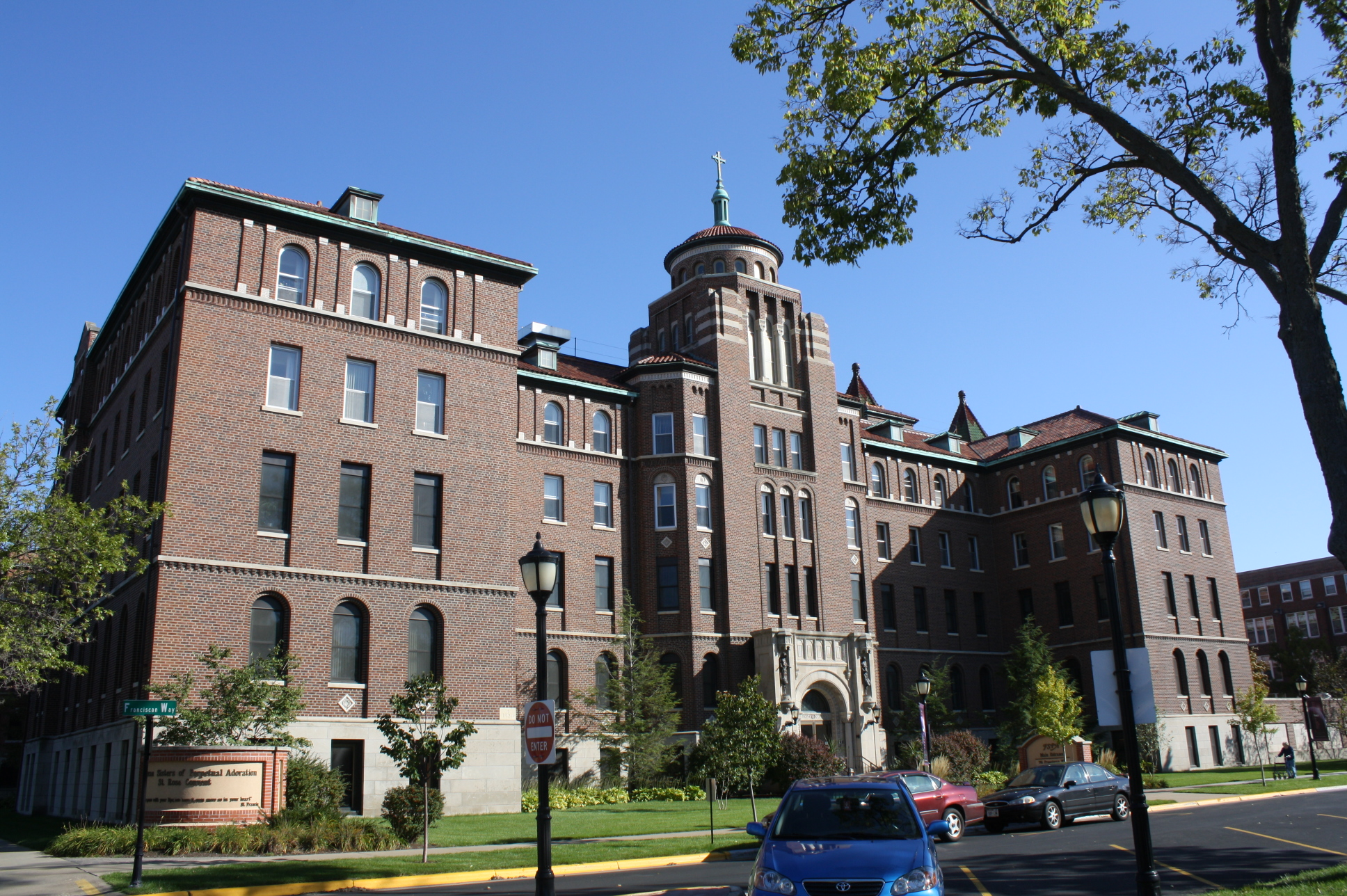
Vue du couvent Sainte-Rose-de-Viterbe à la Viterbo University

Le couvent Sainte-Rose-de-Viterbe (St. Rose of Viterbo Convent), est un couvent situé à La Crosse aux États-Unis (dans le Wisconsin), édifice protégé du patrimoine historique.

## Historique

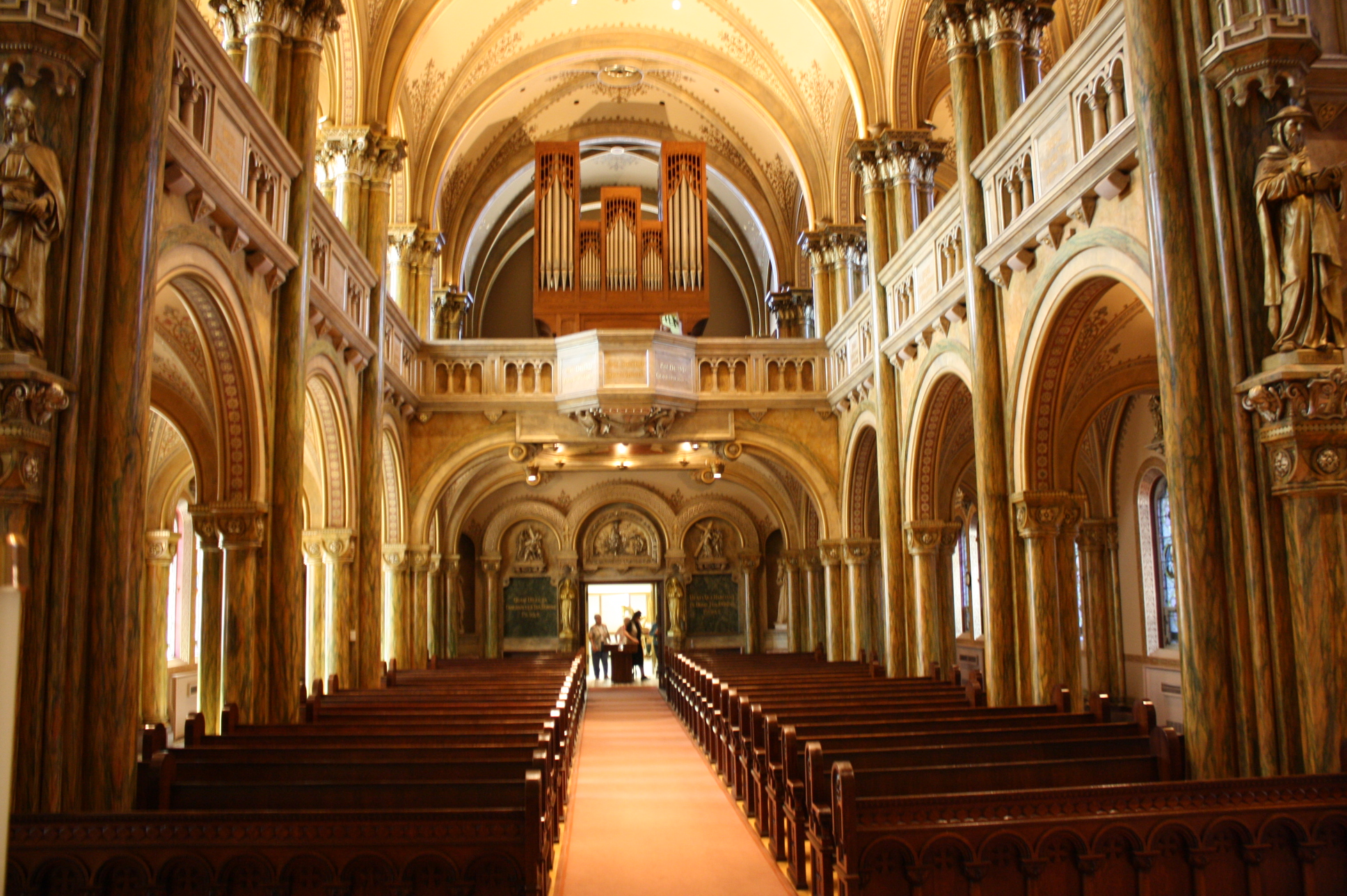
Intérieur de la chapelle Maria Angelorum du couvent

Le couvent, dédié à sainte Rose de Viterbe, est la maison-mère de la congrégation des Sœurs franciscaines de l'Adoration perpétuelle fondée à Milwaukee en 1849. Elles s'installent ici en 1871 pour fonder une école normale de Sœurs institutrices qui deviendra la Viterbo University. La première chapelle Maria Angelorum est construite en 1874. La chapelle actuelle Maria Angelorum est construite entre 1900 et 1906 par Eugen Liebert. Deux Sœurs se relaient nuit et jour, depuis le 1er août 1878, pour prier devant le Saint Sacrement aux intentions de l'Église, du monde et de la communauté. Le couvent lui-même est achevé en 1914, mais reconstruit en 1925 après un incendie.
Elles sont aujourd'hui en 2011 au nombre de 290 Sœurs, avec 240 affiliées et 6 000 personnes travaillant dans leurs différentes œuvres éducatives, sociales, sanitaires et pastorales. Elles sont présentes aux États-Unis, au Canada, au Mexique, en Amérique centrale et au Cameroun.
La chapelle est de style éclectique avec des voûtes néoromanes et un décor néorenaissance. On remarque au-dessus du maître-autel un tableau de Thaddeus von Zukotynski (en) (1855-1912), élève de Jan Matejko, qui montre saint François d'Assise priant à la Portioncule et recevant les visions de Jésus, Marie et les anges.

### Liens externes

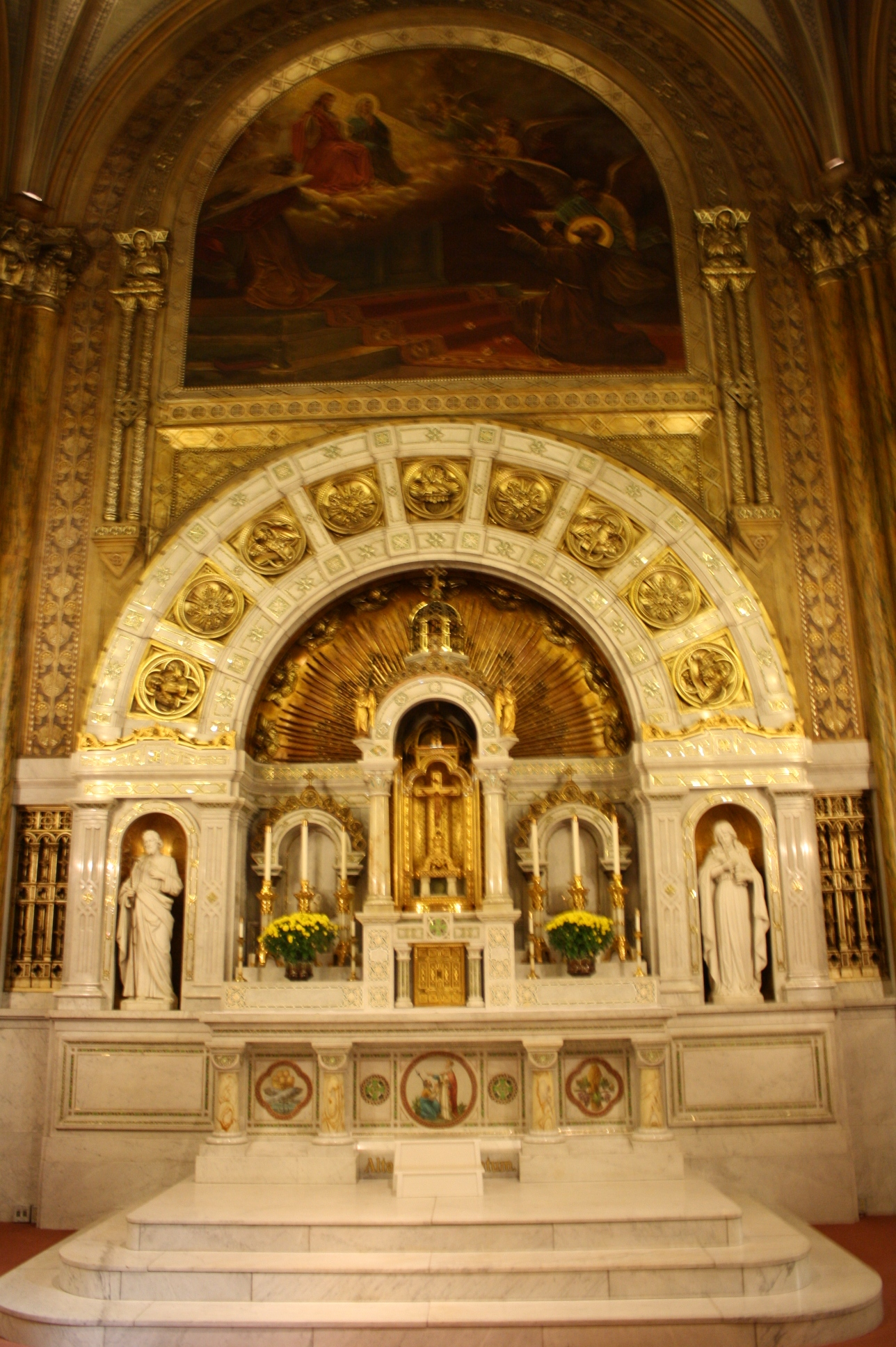
Vue du maître-autel